# Phare de Ploumanac’h
Phare de Ploumanac’h, offiziell: Phare de Mean Ruz, ist ein 1945 wiedererrichteter Leuchtturm an der Kanalküste der Bretagne im Département Côtes-d’Armor, Frankreich.

## Lage
Der 15 m hohe Leuchtturm markiert die Einfahrt in den Hafen von Ploumanac’h, das zur Gemeinde Perros-Guirec gehört. Seine Tragweite beträgt 12 Seemeilen (weiß) und 9 Seemeilen (rot). Vom Leuchtturm hat man einen guten Blick auf das Schloss Costaérès, den aktuellen Zweitwohnsitz des Schauspielers Dieter Hallervorden, die Insel Renote und den Archipel Sept Îles.

## Geschichte
Der ursprüngliche Leuchtturm von Ploumanac’h aus dem Jahr 1860 wurde im August 1944, während des Zweiten Weltkriegs, durch deutsche Truppen auf dem Rückzug zerstört und durch den aktuellen Turm ersetzt, der 1946 in Betrieb genommen und im Oktober 1948 erstmals eingeschaltet wurde. Sein weißes Licht ist bis zur Insel Rouzic sichtbar. Realisiert wurde der Turm nach Plänen von Henry Auffret.

## Etymologie
Der Name leitet sich aus der Ortschaft Ploumanac’h ab, was vermutlich so viel wie Gemeinde der Mönche bedeutet. Mean Ruz bedeutet aus dem Bretonischen übersetzt Roter Stein.

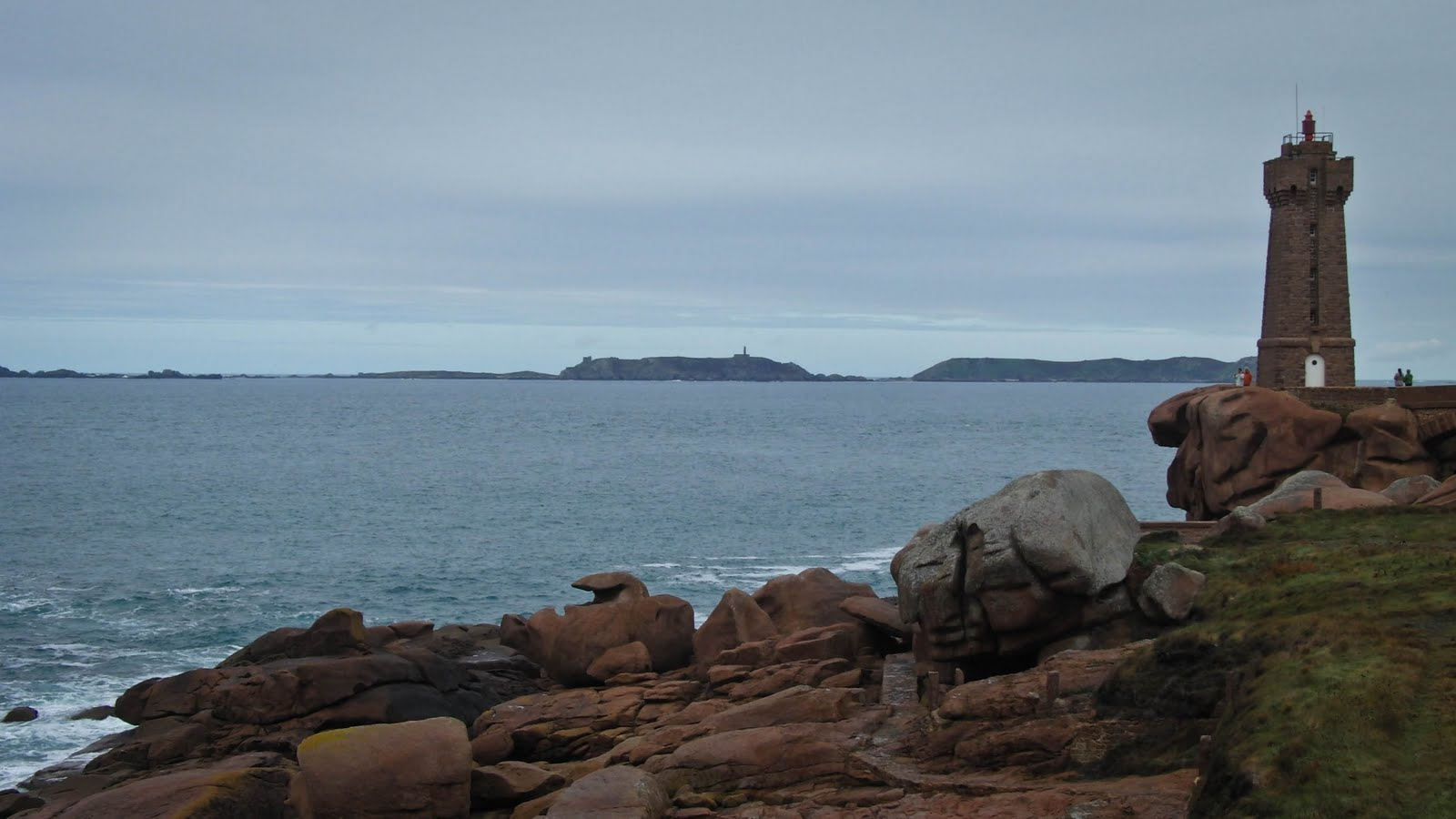
Leuchtturm mit dem Phare des Sept-Îles im Hintergrund